# Infinite Possibilities
Infinite Possibilities è il primo album in studio della cantautrice statunitense Amel Larrieux, pubblicato il 15 febbraio 2000 dalla 550 Music e dalla Epic Records.

## Tracce
Testi e musiche di Amel Larrieux.
1. Get Up – 4:05
2. I N I – 3:51
3. Sweet Misery – 4:27
4. Searchin' for My Soul – 3:46
5. Even If – 4:39
6. Infinite Possibilities – 4:19
7. Shine – 4:43
8. Down – 4:58
9. Weather – 6:07
10. Make Me Whole – 4:31

## Classifiche
| Classifica (2000) | Posizione massima |
| ----------------- | ----------------- |
| Stati Uniti       | 79                |